# Беочин
Беочин је градско насеље у општини Беочин, у Јужнобачком округу, у Србији. Према попису из 2022. било је 7274 становника.

## Географија
Беочин је административно седиште општине Беочин, која припада Јужнобачком округу, иако се целокупна територија општине не налази у Бачкој, већ у Срему, али због непосредне близине регионалног центра, Новог Сада (око 15 km) се сврстава у бачки округ. Место се налази у северном Срему, на обронцима Фрушке горе и десне стране Дунава.
Овај крај је познат по фабрици цемента Лафарж БФЦ (Lafarge BFC) „Home : Lafarge - Cement, concrete and aggregates”. Архивирано из оригинала 2. 3. 2013. г. Приступљено 17. 6. 2006. који је пре запошљавао око 2.000 радника, а сада у фабрици ради око 350 људи.
По попису становништва из 2002. године Беочин има 8.370 становника. Већина становника чине Срби, постоји и мања заједница Рома са Косова избеглих 1990-их година.

## Месне заједнице
У саставу насељеног места Беочин постоје три месне заједнице: "Беочин Село" (на југу), "Беочин Град" (на северу) и "Бразилија" (на западу). Насељеном месту Беочин припада само источни део месне заједнице "Бразилија", док је западни део ове месне заједнице у саставу суседног насеља Черевић.

## Историја
Насеље на садашњој територији Беочина се спомиње први пут у XVIII веку. 1839. године је саграђена фабрика цемента. Почетком XX века настало је и насеље за раднике. После Другог светског рата Беочин се шири на исток градњом вишеспратних зграда. Беочин постаје већи и важнији од Беочин села, као што ће постати и важан центар за околна села. Због великог прилива становништва, услед потражње радника за рад у фабрици цемента, у Беочину има мало старог локалног становништва.

## Јавни објекти
Овде се налазе ОШ „Јован Грчић Миленко” Беочин, Српска православна црква у Беочину, Црква Светог Василија Острошког у Беочину и Римокатоличка црква Свете Барбаре у Беочину.

## Демографија
У насељу Беочин живи 6221 пунолетни становникa, а просечна старост становништва износи 37,3 година (35,7 код мушкараца и 38,8 код жена). У насељу има 2774 домаћинства, а просечан број чланова по домаћинству је 2,90.
Становништво у овом насељу веома је нехомогено, а у последња три пописа, примећен је пораст у броју становника.
|             | \| Демографија[2] \| Демографија[2] \| Демографија[2] \| \| Година \| Становника \| Становника \| \| -------------- \| -------------- \| -------------- \| \| 1948. \| 3.639 \| \| \| 1953. \| 4.082 \| \| \| 1961. \| 5.145 \| \| \| 1971. \| 6.563 \| \| \| 1981. \| 7.298 \| \| \| 1991. \| 7.873 \| 7.757 \| \| 2002. \| 8.058 \| 8.297 \| \| 2011. \| 7.839 \| \| |            |
| Демографија | |            |
| Година      | Становника | Становника |
| 1948.       | 3.639 |            |
| 1953.       | 4.082 |            |
| 1961.       | 5.145 |            |
| 1971.       | 6.563 |            |
| 1981.       | 7.298 |            |
| 1991.       | 7.873 | 7.757      |
| 2002.       | 8.058 | 8.297      |
| 2011.       | 7.839 |            |

| Етнички састав према попису из 2002.‍ | Етнички састав према попису из 2002.‍ | Етнички састав према попису из 2002.‍ | Етнички састав према попису из 2002.‍ | Етнички састав према попису из 2002.‍ |
| ------------------------------------ | ------------------------------------ | ------------------------------------ | ------------------------------------ | ------------------------------------ |
|                                      |                                      |                                      |                                      |                                      |
| Срби                                 | Срби                                 |                                      | 4.695                                | 58,26%                               |
| Роми                                 | Роми                                 |                                      | 1.019                                | 12,64%                               |
| Југословени                          | Југословени                          |                                      | 693                                  | 8,60%                                |
| Хрвати                               | Хрвати                               |                                      | 507                                  | 6,29%                                |
| Мађари                               | Мађари                               |                                      | 182                                  | 2,25%                                |
| Словаци                              | Словаци                              |                                      | 96                                   | 1,19%                                |
| Словенци                             | Словенци                             |                                      | 75                                   | 0,93%                                |
| Црногорци                            | Црногорци                            |                                      | 56                                   | 0,69%                                |
| Русини                               | Русини                               |                                      | 25                                   | 0,31%                                |
| Немци                                | Немци                                |                                      | 24                                   | 0,29%                                |
| Муслимани                            | Муслимани                            |                                      | 21                                   | 0,26%                                |
| Македонци                            | Македонци                            |                                      | 19                                   | 0,23%                                |
| Албанци                              | Албанци                              |                                      | 16                                   | 0,19%                                |
| Румуни                               | Румуни                               |                                      | 8                                    | 0,09%                                |
| Чеси                                 | Чеси                                 |                                      | 5                                    | 0,06%                                |
| Бошњаци                              | Бошњаци                              |                                      | 3                                    | 0,03%                                |
| Руси                                 | Руси                                 |                                      | 2                                    | 0,02%                                |
| Осети                                | Осети                                |                                      | 1                                    | 0,01%                                |
| Бугари                               | Бугари                               |                                      | 1                                    | 0,01%                                |
| непознато                            | непознато                            |                                      | 53                                   | 0,65%                                |

| Година пописа     | 1948. | 1953. | 1961. | 1971. | 1981. | 1991. | 2002. |
| ----------------- | ----- | ----- | ----- | ----- | ----- | ----- | ----- |
| Број домаћинстава | 1.319 | 1.355 | 1.674 | 1.985 | 2.356 | 2.583 | 2.774 |

| Број чланова      | 1   | 2   | 3   | 4   | 5   | 6  | 7  | 8  | 9 | 10 и више | Просек |
| ----------------- | --- | --- | --- | --- | --- | -- | -- | -- | - | --------- | ------ |
| Број домаћинстава | 582 | 668 | 571 | 603 | 201 | 87 | 38 | 13 | 4 | 7         | 2,90   |

| Пол    | Укупно | Неожењен/Неудата | Ожењен/Удата | Удовац/Удовица | Разведен/Разведена | Непознато |
| ------ | ------ | ---------------- | ------------ | -------------- | ------------------ | --------- |
| Мушки  | 3.185  | 988              | 1.975        | 96             | 124                | 2         |
| Женски | 3.378  | 661              | 1.977        | 551            | 184                | 5         |
| УКУПНО | 6.563  | 1.649            | 3.952        | 647            | 308                | 7         |

| Пол    | Укупно                    | Пољопривреда, лов и шумарство | Рибарство                            | Вађење руде и камена | Прерађивачка индустрија       |
| ------ | ------------------------- | ----------------------------- | ------------------------------------ | -------------------- | ----------------------------- |
| Мушки  | 1.670                     | 17                            | 1                                    | 4                    | 1.098                         |
| Женски | 1.085                     | 15                            | 0                                    | 2                    | 391                           |
| УКУПНО | 2.755                     | 32                            | 1                                    | 6                    | 1.489                         |
| Пол    | Производња и снабдевање   | Грађевинарство                | Трговина                             | Хотели и ресторани   | Саобраћај, складиштење и везе |
| Мушки  | 15                        | 91                            | 124                                  | 14                   | 58                            |
| Женски | 5                         | 16                            | 209                                  | 22                   | 13                            |
| УКУПНО | 20                        | 107                           | 333                                  | 36                   | 71                            |
| Пол    | Финансијско посредовање   | Некретнине                    | Државна управа и одбрана             | Образовање           | Здравствени и социјални рад   |
| Мушки  | 6                         | 13                            | 51                                   | 32                   | 25                            |
| Женски | 18                        | 30                            | 54                                   | 77                   | 144                           |
| УКУПНО | 24                        | 43                            | 105                                  | 109                  | 169                           |
| Пол    | Остале услужне активности | Приватна домаћинства          | Екстериторијалне организације и тела | Непознато            | Непознато                     |
| Мушки  | 75                        | 0                             | 0                                    | 46                   | 46                            |
| Женски | 71                        | 2                             | 0                                    | 16                   | 16                            |
| УКУПНО | 146                       | 2                             | 0                                    | 62                   | 62                            |

## Саобраћај
Сва насеља у општини Беочин су повезана градским аутобусима Новог Сада (бројеви од 77 до 84).
|                                     | Север: Футог (преко Дунава скелом)                           |                                                 |
| Запад: Илок, Бачка Паланка, Вуковар | Беочин                                                       | Исток: Сремска Каменица, Петроварадин, Нови Сад |
|                                     | Југ: Црвени чот (највиши врх Фрушке горе), Сремска Митровица |                                                 |

## Градови побратими
- Општина Угљевик, БиХ (од 1982)

## Мапе
- Мапе, аеродроми и временска ситуација локација (Fallingrain)
- Гугл сателитска мапа (Maplandia)
- План насеља на мапи (Mapquest)